# Ordens- und Diakoniekrankenhäuser in Österreich
Die Ordenskrankenhäuser sind neben den Spitälern öffentlicher Träger und den Privatspitälern als privat-gemeinnützige Spitäler ebenfalls ein Teil des Krankenhauswesens in Österreich.
Neben vorwiegend römisch-katholischen Ordensgemeinschaften werden auch vier Spitäler von der Diakonie Österreich betrieben.

## Stellenwert in Österreich
Der Anteil der Spitalsbetten dieser Spitäler liegt bundesweit bei etwa 20 % aller Betten. In Oberösterreich beträgt der Anteil sogar 40 %. Kritik kommt aber seitens der Ordensspitäler immer wieder darüber, dass sie für die gleiche Leistung nicht dieselben Zuschüsse wie die der öffentlichen Hand erhalten würden. Historisch bedingt lag das am kostengünstigeren Einsatz von ordenseigenem Pflegepersonal. Doch die schwindende Anzahl von geistlichen Schwestern und Brüdern bedingt, dass auch diese Spitäler heute dieselben Personalkosten wie andere Häuser haben. Oberösterreich gelang es erst im Jahr 2008 die Ungleichstellung für diese Spitäler zu beseitigen.
Aber auch als Arbeitgeber sind diese Krankenhäuser nicht unbedeutend. So sind allein in Wien etwa 3.200 Mitarbeiter beschäftigt.

## Ordensspitäler in Österreich
Die Krankenhäuser haben sich bereits im Jahr 1978 zu einem Arbeitsausschuss zusammengeschlossen, der im Jahr 2000 zum Koordinationskomitee  Ordenspitäler in Österreich mündete. In diesem Gremium sind alle 31 Ordens- und Diakoniespitäler vertreten, um ihre Interessen wahrzunehmen. Das Hauptaugenmerk liegt naturgemäß in der Vermittlung der Grundwerte ihrer Arbeit in den Krankenhäuser fußend auf der christlichen Religion.

### Mitglieder
| Standort                 | Bundesland     | Träger                                                                      | Krankenhaus                                                                               |
| ------------------------ | -------------- | --------------------------------------------------------------------------- | ----------------------------------------------------------------------------------------- |
| Braunau                  | Oberösterreich | Franziskanerinnen von Vöcklabruck                                           | Krankenhaus St. Josef                                                                     |
| Eisenstadt               | Burgenland     | Barmherzige Brüder                                                          | Krankenhaus der Barmherzigen Brüder Eisenstadt                                            |
| Feldkirchen              | Kärnten        | Diakonie Kärnten                                                            | Gesundheitszentrum Diakonie öffentliches Krankenhaus Waiern                               |
| Friesach                 | Kärnten        | Deutscher Orden                                                             | Allgemeines öffentliches Krankenhaus des Deutschen Ordens                                 |
| Graz (früher Graz I)     | Steiermark     | Barmherzige Brüder                                                          | Krankenhaus der Barmherzigen Brüder Graz (seit 1. Jänner 2014 mit Graz II zusammengelegt) |
| Graz Eggenberg (Graz II) | Steiermark     | Barmherzige Brüder                                                          | Krankenhaus der Barmherzigen Brüder Graz (seit 1. Jänner 2014 mit Graz I zusammengelegt)  |
| Graz                     | Steiermark     | Konvent der Elisabethinen Graz                                              | Krankenhaus der Elisabethinen                                                             |
| Grieskirchen - Wels      | Oberösterreich | Barmherzige Schwestern vom heiligen Kreuz Franziskanerinnen von Vöcklabruck | Klinikum Wels-Grieskirchen                                                                |
| Klagenfurt               | Kärnten        | Konvent der Elisabethinen Klagenfurt                                        | Allgemeines öffentliches Krankenhaus der Elisabethinen                                    |
| Linz                     | Oberösterreich | Barmherzige Brüder                                                          | Krankenhaus der Barmherzigen Brüder Linz                                                  |
| Linz                     | Oberösterreich | Vinzenz-Gruppe                                                              | Krankenhaus der Barmherzigen Schwestern                                                   |
| Linz                     | Oberösterreich | Diakoniewerk Gallneukirchen                                                 | Klinik Diakonissen Linz                                                                   |
| Linz                     | Oberösterreich | Konvent der Elisabethinen Linz                                              | Allgemeines öffentliches Krankenhaus der Elisabethinen                                    |
| Ried im Innkreis         | Oberösterreich | Vinzenz Gruppe (Barmherzige Schwestern Ried)                                | Krankenhaus der Barmherzigen Schwestern Ried                                              |
| Salzburg                 | Salzburg       | Barmherzige Brüder                                                          | Krankenhaus der Barmherzigen Brüder Salzburg                                              |
| Salzburg                 | Salzburg       | Diakoniewerk Gallneukirchen                                                 | Diakoniezentrum Salzburg Diakonissen-Krankenhaus                                          |
| Sankt Veit an der Glan   | Kärnten        | Barmherzige Brüder                                                          | Krankenhaus der Barmherzigen Brüder St. Veit an der Glan                                  |
| Schladming               | Steiermark     | Diakoniewerk Gallneukirchen                                                 | Allgemeines öffentliches Diakonissen-Krankenhaus                                          |
| Schwarzach               | Salzburg       | Barmherzige Schwestern                                                      | Kardinal Schwarzenberg Klinikum                                                           |
| Treffen                  | Kärnten        | Diakonie Kärnten                                                            | Allgemeines öffentliches Sonderkrankenhaus de la Tour der Evangelischen Stiftung Treffen  |
| Vorau                    | Steiermark     | Kongregation der Schwestern von der Unbefleckten Empfängnis                 | Marienkrankenhaus                                                                         |
| Wien                     | Wien           | Barmherzige Brüder                                                          | Krankenhaus der Barmherzigen Brüder Wien                                                  |
| Wien                     | Wien           | Vinzenz Gruppe (Dienerinnen des Heiligen Geistes)                           | Orthopädisches Spital Speising                                                            |
| Wien                     | Wien           | Vinzenz Gruppe (Barmherzige Schwestern vom hl. Vinzenz von Paul)            | Krankenhaus der Barmherzigen Schwestern Wien                                              |
| Wien                     | Wien           | Vinzenz Gruppe (Dienerinnen des Heiligsten Herzens Jesu)                    | Herz-Jesu-Krankenhaus                                                                     |
| Wien                     | Wien           | Vinzenz Gruppe (Schwestern vom Göttlichen Erlöser)                          | Krankenhaus Göttlicher Heiland                                                            |
| Wien                     | Wien           | Elisabeth von Thüringen Holding                                             | Krankenhaus St. Elisabeth                                                                 |
| Wien                     | Wien           | Franziskanerinnen von der christlichen Liebe                                | Hartmannspital                                                                            |
| Wien                     | Wien           | Vinzenz Gruppe (Salvatorianerinnen)                                         | St. Josef-Krankenhaus                                                                     |

### Privatkliniken und Sanatorien
Daneben betreiben die Kreuzschwestern noch
- die Privatklinik Mariahilf in Graz[3]
- die Privatklinik Hochrum[4]
- das Krankenhaus Sierning[5]